# Pradines, Lot
Pradines är en kommun i departementet Lot i regionen Occitanien i södra Frankrike. Kommunen ligger i kantonen Cahors-Nord-Ouest som tillhör arrondissementet Cahors. År 2022 hade Pradines 3 600 invånare.

## Befolkningsutveckling
Antalet invånare i kommunen Pradines
| Referens: INSEE |